# Allen Pedersen
Allen Bentley „Al“ Pedersen (* 13. Januar 1965 in Fort Saskatchewan, Alberta) ist ein ehemaliger kanadischer Eishockeyspieler und -trainer, der im Verlauf seiner aktiven Karriere zwischen 1982 und 1995 unter anderem 492 Spiele für die Boston Bruins, Minnesota North Stars und Hartford Whalers in der National Hockey League (NHL) auf der Position des Verteidigers bestritten hat. Nach seinem Karriereende war er als Trainer in der East Coast Hockey League (ECHL) und West Coast Hockey League (WCHL) tätig.

## Karriere
Pedersen verbrachte seine Juniorenzeit zwischen 1982 und 1985 bei den Medicine Hat Tigers in der kanadischen Juniorenliga Western Hockey League (WHL). Für das Team bestritt der Verteidiger in diesem Zeitraum insgesamt 208 Partien und punktete dabei 48-mal. Sein bestes Jahr absolvierte er dabei in der Saison 1984/85, als er 22 Scorerpunkte sammelte und den bisherigen Bestwert aus seiner Rookiesaison fast verdoppelte. Bereits nach jenem Rookiejahr war er im NHL Entry Draft 1983 in der fünften Runde an 102. Stelle von den Boston Bruins aus der National Hockey League (NHL) ausgewählt worden.
Zur Saison 1985/86 holten die Bruins den Abwehrspieler schließlich in den Profibereich und setzten ihn während der gesamten Spielzeit bei ihrem Farmteam, den Moncton Golden Flames, in der American Hockey League (AHL) ein. Ab dem folgenden Spieljahr gehörte Pedersen zum Stammpersonal des NHL-Kaders Bostons und bildete ein Verteidigerpaar mit Ray Bourque. Pedersen blieb bis zum Sommer 1991 beim Team. Während dieser Zeit erreichte er mit den Bruins in den Jahren 1988 und 1990 zweimal die Finalserie um den Stanley Cup, die allerdings beide verloren gingen. Durch die Auswahl im NHL Expansion Draft 1991, in dem er von den Bruins ungeschützt gelassen worden war, landete der Kanadier im Mai 1991 bei den Minnesota North Stars. Dort wurde der mittlerweile 26-Jährige aber nicht heimisch und absolvierte im Verlauf der Saison 1991/92 aufgrund einer schwerwiegenden Muskelverletzung und Rückenproblemen lediglich 29 Spiele für Minnesota. Unmittelbar nach Saisonende wurde er daher im Tausch für ein Sechstrunden-Wahlrecht im NHL Entry Draft 1993 an die Hartford Whalers abgegeben. Dort kam Pedersen zunächst wieder regelmäßiger zum Einsatz, im Verlauf des zweiten Jahres landete er jedoch in der AHL beim Farmteam Springfield Indians.
Zur Saison 1994/95 verließ Pedersen die NHL endgültig und heuerte als spielender Assistenztrainer bei den Atlanta Knights aus der International Hockey League (IHL) an, die zu diesem Zeitpunkt amtierender Turner-Cup-Sieger waren. Nach der Spielzeit beendete er im Alter von 30 Jahren seine Karriere als Aktiver, in der er 492 Spiele in der NHL bestritten hatte. Er verblieb jedoch ein weiteres Jahr als Assistenztrainer in Atlanta. Nachdem sich das Franchise im Sommer 1996 aufgelöst hatte, fand er in den Pensacola Ice Pilots aus der East Coast Hockey League (ECHL) umgehend einen neuen Arbeitgeber. Für die folgenden vier Jahre betreute er das Team als Cheftrainer. Sein größter Erfolg war dabei das Erreichen der Finalserie um den Kelly Cup in der Saison 1997/98, die allerdings gegen die Hampton Roads Admirals in sechs Spielen verloren ging. Zur Spielzeit 2000/01 wechselte er für eine Saison zum Ligakonkurrenten Mississippi Sea Wolves. Danach war er als Cheftrainer zu den Colorado Gold Kings in die West Coast Hockey League (WCHL) tätig, wo er im August 2002 aufgrund der Teamauflösung aber überraschend seine Zelte wieder abbrechen musste, obwohl er erst drei Monate zuvor auch zum General Manager des Franchises ernannt worden war. Pedersen verblieb danach im US-Bundesstaat Colorado und arbeitete als Trainer in der Southern Colorado Amateur Hockey Association.

## Karrierestatistik
(Legende zur Spielerstatistik: Sp oder GP = absolvierte Spiele; T oder G = erzielte Tore; V oder A = erzielte Assists; Pkt oder Pts = erzielte Scorerpunkte; SM oder PIM = erhaltene Strafminuten; +/− = Plus/Minus-Bilanz; PP = erzielte Überzahltore; SH = erzielte Unterzahltore; GW = erzielte Siegtore; 1 Play-downs/Relegation; Kursiv: Statistik nicht vollständig)